# Paraboea trisepala
Paraboea trisepala är en tvåhjärtbladig växtart som beskrevs av W.H. Chen och Y.M. Shui. Paraboea trisepala ingår i släktet Paraboea och familjen Gesneriaceae. Inga underarter finns listade i Catalogue of Life.